# Роял Дъч Шел
Royal Dutch Shell plc, известна като Shell, е англо-холандска нефтена и газова компания със седалище в Нидерландия и учредена в Обединеното кралство. Тя е една от шестте супермажора за петрол и газ и петата най-голяма компания в света, измерена с приходите за 2018 г. и най-голямата в Европа. Shell е първият в списъка на Fortune Global 500 за 2013 г. на най-големите световни компании; през тази година приходите му са били равностойни на 84% от националния нидерландски 556 млрд. БВП[ неясно? ]. Shell е вертикално интегриран и е активен във всички области на нефтената и газовата промишленост, включително проучване и производство, рафиниране, транспорт, дистрибуция и маркетинг, нефтопродукти, производство и търговия с електроенергия. Също така има дейности, свързани с възобновяема енергия, включително в биогорива, вятърни енергийни системи и водород. Shell работи в над 70 страни, произвежда около 3,7 милиона барела нефтен еквивалент на ден и има 44 000 бензиностанции в световен мащаб. Към 31 декември 2014 г. Shell има общите доказани запаси от 13,7 млрд. барела нефтен еквивалент.

## История
Shell е създадена през 1907 г. чрез сливането на холандската нефтена компания Royal с транспортната и търговска компания „Shell“ в Обединеното кралство. До обединението си през 2005 г. дружеството е действало като дружество с двойно котиране, като британските и холандските компании запазват своето юридическо съществуване, но работят като еднолично партньорство за бизнес цели. Shell за първи път влиза в химическата индустрия през 1929 година. През 1970 г. Shell придобива минната компания Billiton, която впоследствие продава през 1994 г. и става част от BHP Billiton. През последните десетилетия проучването и производството на газ се превъръща във все по-важна част от бизнеса на Shell. Shell придобива BG Group през 2016 г., което я прави най-големият в света производител на втечнен природен газ (LNG). Shell има първична регистрация на Лондонската фондова борса и е част от индекса FTSE 100. Тя има пазарна капитализация от £ 185 милиарда в края на търговията на 30 декември 2016 г., далеч по-голямата от всяка компания, регистрирана на Лондонската фондова борса и е сред най-високите от всички компании в света. Има вторични обяви на Euronext Amsterdam и Нюйоркската фондова борса. От януари 2013 г. най-големият акционер на Shell е Capital Research Global Investors с 9.85% по-напред от BlackRock на второ място с 6.89%.